# Fontenay-Torcy
Fontenay-Torcy ist eine französische Gemeinde mit 144 Einwohnern (Stand 1. Januar 2022) im Département Oise in der Region Hauts-de-France. Die Gemeinde liegt im Arrondissement Beauvais und ist Teil der Communauté de communes de la Picardie Verte und des Kantons Grandvilliers.

## Geographie
Die Gemeinde liegt am Thérain, rund acht Kilometer nordwestlich von Songeons; der Ortsteil Torcy südlich des Thérain. Nördlich auf der Hochfläche liegt der Ortsteil Bec-au-Vent, unmittelbar am Thérain unterhalb des rund 70 m hohen Steilhangs das Gehöft Moulin de Cleutin.

## Einwohner
| 1962 | 1968 | 1975 | 1982 | 1990 | 1999 | 2006 | 2011 |
| ---- | ---- | ---- | ---- | ---- | ---- | ---- | ---- |
| 141  | 124  | 108  | 106  | 110  | 104  | 119  | 128  |

## Verwaltung
Bürgermeister (maire) ist seit 2008 Alain Bouteleux.

## Sehenswürdigkeiten
- Kirche Notre-Dame mit Vierungsturm, 1930 als Monument historique klassifiziert.[1]
- Friedhof mit zwölf schmiedeeisernen Kreuzen, 1964 als Monument historique klassifiziert.[2]
- Mairie, ein Backsteinbau aus dem Jahr 1931.

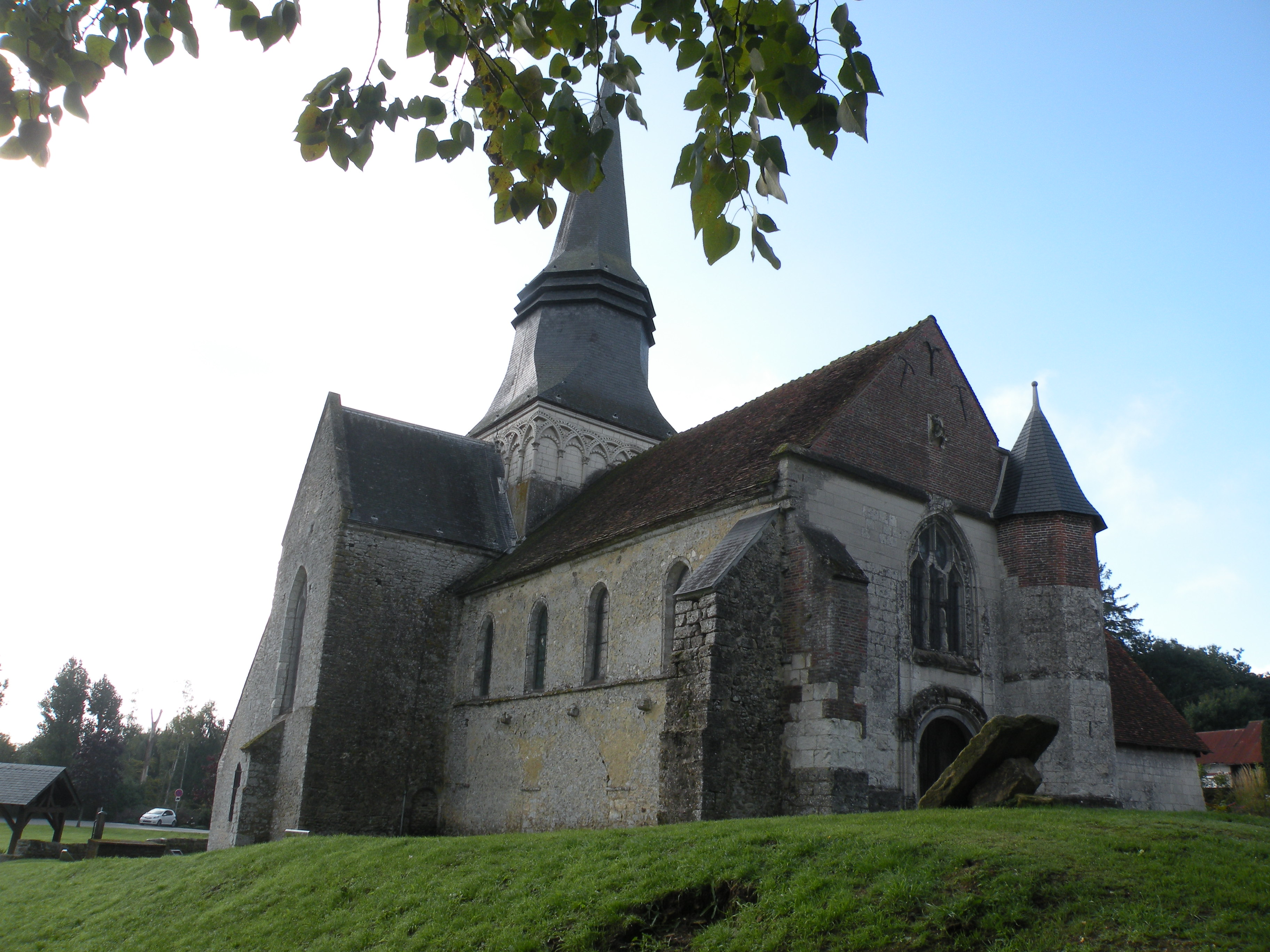
Kirche Notre-Dame